# Contea di Qi (Kaifeng)
La contea di Qi (杞县S, Qǐ XiànP) è una contea della Cina, situata nella provincia di Henan e amministrata dalla prefettura di Kaifeng.